# Mario Armano
Mario Armano (ur. 25 lipca 1946 w Alessandrii) – włoski bobsleista. Złoty medalista olimpijski z Grenoble.
Dwa razy startował na igrzyskach olimpijskich (IO 68, IO 72). W 1968 w załodze Eugenio Montiego (jednego z najwybitniejszych bobsleistów w historii) triumfował w czwórce. W 1970 został mistrzem świata w czwórkach, rok później został mistrzem w dwójkach (z Gianfranco Gasparim). Łącznie cztery razy stał na podium MŚ.